# Рашівський заказник
Рашівський — ландшафтний заказник місцевого значення в Україні. Розташований біля села Рашівка Гадяцького району Полтавської області.
Площа 460,9 га. Створено згідно з Рішенням Полтавської обласної ради від 23.03.2005 року. Перебуває у користуванні Сарівської (77 га) та Рашівської (383,9 га) сільських рад. Входить до складу Гадяцького регіонального ландшафтного парку.
Охороняється цінний природний комплекс лук та водойм у заплаві річки Псел з лучними та лучно-болотними угрупованнями. 
Територія заказника являє собою цінні водно-болотні угіддя з багатим біорізноманіттям, зокрема рідкісними видами. Місце гніздування та перебування під час міграцій навколоводних птахів. Місце розмноження та відтворення мисливських видів тварин. Охороняються 8 видів рослин і 31 вид тварин.